# Kompas (dziennik)
Kompas – indonezyjski dziennik, będący jedną z głównych gazet codziennych w tym kraju. Został założony w 1965 roku.
Według publikacji Media, Culture and Politics in Indonesia jest to najbardziej prestiżowa gazeta na rynku indonezyjskim. Powstała w 1965 roku z inicjatywy dziennikarzy chińskich i jawajskich. Początkowo wydania gazety sprzedawały się w nakładzie wynoszącym zaledwie 5 tys. egzemplarzy.
Przez pierwsze miesiące „Kompas” ukazywał się raz w tygodniu, następnie cztery razy tygodniowo. Po dwóch latach, w 1967 roku, stał się pełnoprawnym dziennikiem o zasięgu ogólnokrajowym. Nakład sięgnął wówczas 30 650 egzemplarzy. W 1969 roku gazeta uzyskała status lidera na rynku prasy w Indonezji. W 1970 roku wydawnictwo otworzyło pierwszą księgarnię. W roku 1973 wydana została pierwsza własna książka: Karmila autorstwa Margi T, która w obszernych fragmentach drukowana była na łamach „Kompasu”.
Współcześnie Kompas jest najpopularniejszym dziennikiem w kraju i tworzy część koncernu mediowego Kompas Gramedia, wydającego także książki oraz inne pisma i gazety regionalne.
W 1995 roku założono pokrewny serwis informacyjny – Kompas Online. Pierwotnie funkcjonował jako kompas.co.id, natomiast w 1996 roku witrynę uruchomiono pod nową domeną kompas.com.
W maju 2018 r. portal Kompas.com był ósmą stroną WWW w kraju pod względem popularności (według danych Alexa Internet). 
Według danych z 2013 roku dzienny nakład pisma wynosi 530 tys. egzemplarzy.